# Gure Auzoa
La revista Gure Auzoa (Traducido del euskera al castellano "Nuestro barrio") es una publicación con carácter mensual realizada por personas del barrio de San Jorge de Pamplona, en colaboración con los colectivos y asociaciones del barrio, cuyo primer ejemplar se editó en octubre de 2009.

## Objetivo
Así se presentaba la revista:

«Pues eso, lo primero presentarnos. Somos “Gure Auzoa”, “Nuestro Barrio”, un nuevo proyecto que surge de diferentes personas vinculadas a colectivos y asociaciones de San Jorge – Sanduzelai con un objetivo claro: el crear un medio de comunicación de las gentes del barrio para las gentes del barrio. Somos personas que realizamos nuestra vida diaria en San Jorge, que conocemos sus problemas y sus inquietudes, a sus gentes, que participamos en diversos colectivos de este barrio: en la Comisión por la Igualdad, en la Asociación de Vecinos, en Umetxea, en la Peña Sanduzelai, en el Club de Montaña, en Adardunak, en la Comparsa de Gigantes… vecinos y vecinas implicadas en el día a día de Sanduzelai. Nos mueve el poder sacar adelante un proyecto propio, sin más interés que el de dar a conocer a todos los vecinos y vecinas de San Jorge – Sanduzelai, qué se hace y cómo es este barrio.»

## Historia
En 1996 surgió la revista Auzoa, siendo ésta el primer proyecto serio de revista para el barrio con una duración de tres años y una decena de números publicados. Posteriormente, tuvieron lugar varias iniciativas fallidas y otras que funcionaron durante algún tiempo, como fue el caso de la revista Miluze, de la cual se publican 7 números entre los años 2008 y 2009 o la publicación Desde la parroquia, que editaba la Parroquia de San Jorge y de la cual se publicaron más de 30 números entre los años 2005 y 2008. Finalmente, es desde octubre de 2009 cuando se consolida el proyecto de crear una revista para el barrio bajo el nombre de Gure Auzoa: la gaceta mensual de San Jorge.